# Dnistrovskobilhorodský rajón
Dnistrovskobilhorodský rajón (ukrajinsky Білгород-Дністровський район) je rajón v Oděské oblasti na Ukrajině. Hlavním městem je Bilhorod-Dnistrovskyj a rajón má přibližně 201 tisíc obyvatel. 

## Města v rajónu
- Bilhorod-Dnistrovskyj
- Tatarbunary